# Hara, Nagano
Hara (japanska: 原村?, Hara-mura) är en landskommun (by) i Nagano prefektur i Japan.  